# David Segal (Leichtathlet)
David Hugh Segal (* 20. März 1937 in London) ist ein ehemaliger britischer Sprinter. Der zweifache Olympiateilnehmer wurde neben je einer Medaille mit der britischen bzw. englischen Sprintstaffel bei Olympischen Spielen, Commonwealth Games und Leichtathletik-Europameisterschaften 1958 Vizeeuropameister über 200 Meter.
Segal nahm 1956 in Melbourne an seinen ersten Olympischen Spielen teil; sowohl über 100 Meter, wie über 200 Meter schied er bereits im Vorlauf aus, mit der britischen 4-mal-100-Meter-Staffel erreichte er den Endlauf, sie verfehlten als fünfte jedoch die Medaillenränge.
1958 trat er für England bei den British Empire and Commonwealth Games in Cardiff an; über 100 und 220 Yards verfehlte er wiederum den Endlauf, mit der Staffel (Segal, Roy Sandstrom, Peter Radford und Adrian Breacker) gewann er dagegen den Titel. Einige Wochen später gewann er bei den Europameisterschaften in Stockholm seine einzige Einzelmedaille bei einem Großereignis: Silber über 200 Meter, Silber gewann er auch mit der britischen Sprintstaffel (Peter Radford, Roy Sandstrom, Segal, Adrian Breacker).
1958 und 1959 war Segal zudem britischer Meister, sowie 1960 britischer Vizemeister über 220 Yards.
Ende 1959 warb die amerikanische Furman University über eine Anzeige in der Daily Mirror mit Stipendien um britische Sprinttalente, Segal zeigte Interesse und schrieb sich im Winter 1960, trotz der Drohung des britischen Verbandes ihn nicht für die Olympischen Spiele in Rom zu nominieren, ein. Trotz der Drohungen nahm Segal dennoch an den Olympischen Spielen in Rom teil, über 200 Meter wurde er im Halbfinale disqualifiziert, mit der Sprintstaffel (Peter Radford, David Jones, Segal und Nick Whitehead) wurde er Dritter.
Nach den Spielen trat Segal (1961–1963) sehr erfolgreich für Furman im Sprint und im Hürdenlauf an, 2008 wurde er deshalb in die Furman University Athletics Hall-of-Fame aufgenommen.